# 2月

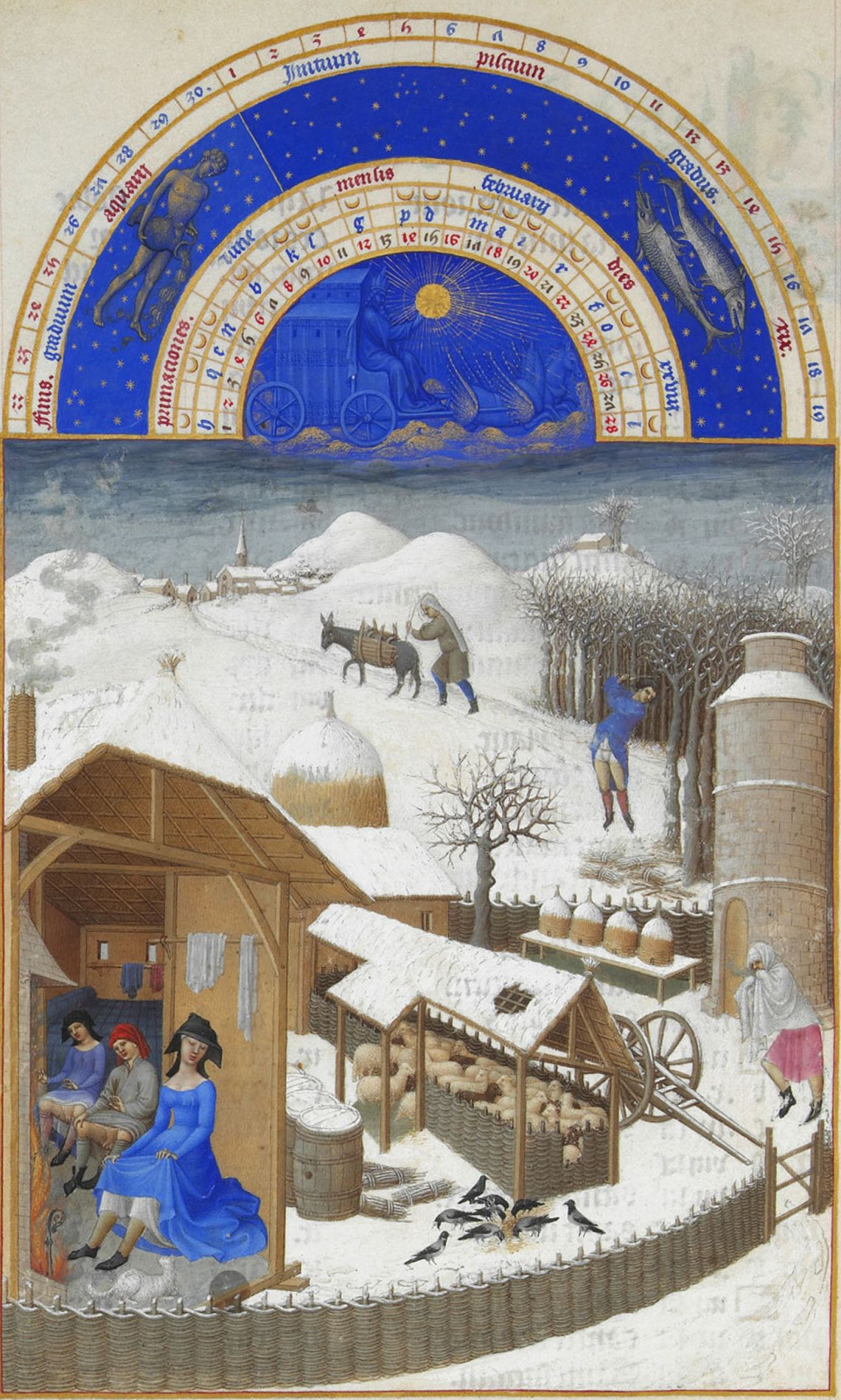
『ベリー公のいとも豪華なる時祷書』より2月

2月（にがつ）は、グレゴリオ暦で年の第2の月に当たり、通常は28日間、閏年では29日間となる。
北海道アイヌ語旭川方言では、2月を「冷え込み（がある）月」を意味するタㇱクㇽチュㇷ゚（アイヌ語: taskur cup）と呼ぶ。
英語の呼び名である February はローマ神話のフェブルウス（Februus）をまつる祭りから取ったと言われている。
古代ローマの暦である「ヌマ暦」では1年の最後の月（閏月のある年を除く）であり平年は28日、閏月（メルケディヌスという）のある年は23日であった。その後のユリウス暦（現在のグレゴリオ暦の元となった暦）では旧ローマ暦11番目の月であった「ヤーヌアーリウス」を正月とし、12番目の月である「フェブルアーリウス」を2月としたが、ヌマ暦を踏襲して平年は28日、閏年には1日足して29日となった。
平年の場合、2月はその年の3月・11月と同じ曜日で始まる。閏年の場合は、その年の8月と同じ曜日で始まる。

## 日本における2月
日本では旧暦2月を如月（きさらぎ、絹更月、衣更月と綴ることもある）と呼び、現在では新暦2月の別名としても用いる。「如月」は中国での二月の異称をそのまま使ったもので、日本の「きさらぎ」という名称とは関係がない。「きさらぎ」という名前の由来には諸説ある。
- 旧暦二月でもまだ寒さが残っているので、衣（きぬ）をさらに着る月であるから「衣更着（きさらぎ）」
- 草木の芽が張り出す月であるから「草木張月（くさきはりづき）」
- 前年の旧暦八月に雁が来て、更に燕が来る頃であるから「来更来（きさらぎ）」
- 陽気が更に来る月であるから「気更来（きさらぎ）」

他に梅見月（うめみつき）、木の芽月（このめつき）等の別名もある。旧暦二月は新暦では3月ごろに当たり、梅の花が咲く時期である。

## 異名
- いんしゅん（殷春）
- うめみづき（梅見月）
- きさらぎ（如月・衣更月）
- けんうづき（建卯月）
- ちゅうしゅん（仲春）
- なかのはる（仲の春・中の春）
- はつはなつき（初花月）
- ゆききえつき（雪消月）
- ゆきげしづき（雪消月）
- れいげつ（麗月・令月）
- をぐさおひつき（小草生月）
- きょうしょう（夾鐘）

## 2月の年中行事
- 2月1日 - テレビ放送記念日
- 2月3日 - 節分（日本）
- 2月4日 - 立春
- 2月7日 - 北方領土の日
- 2月8日 - 針供養（主に関東）
- 2月10日、11日  - 豊橋鬼祭
- 2月11日 - 建国記念の日（日本）
- 2月14日 - バレンタインデー
- 2月15日 - 世界カバの日[3]（World Hippo Day）
- 2月15日 - 涅槃会（※釈尊の入滅は陰暦2月15日とされているため3月15日に行う寺院もあり。）
- 2月16日 - 確定申告受付開始。3月15日まで。ただし、2月16日や3月15日が土日の場合は、次の月曜日にずれる。
- 2月22日 - 竹島の日
- 2月22日 - 猫の日
- 2月23日 - 天皇誕生日（日本、2020年以降） - 1989年から2018年までは12月23日
- 2月25日 - 国立大学2次入学試験前期（一部は26日実施）
- 2月25日 - 北野天満宮梅花祭[4]
- 2月29日 - 閏日（4年に1回）
- 2月上旬 - さっぽろ雪まつり
- 2月中旬 - 横手の雪まつり かまくら（秋田県横手市）
- 2月中旬 - なまはげ紫灯まつり（秋田県男鹿市）
- 2月第3土曜 - 西大寺会陽（岡山県岡山市）
- 2月の最初の午の日 - 初午

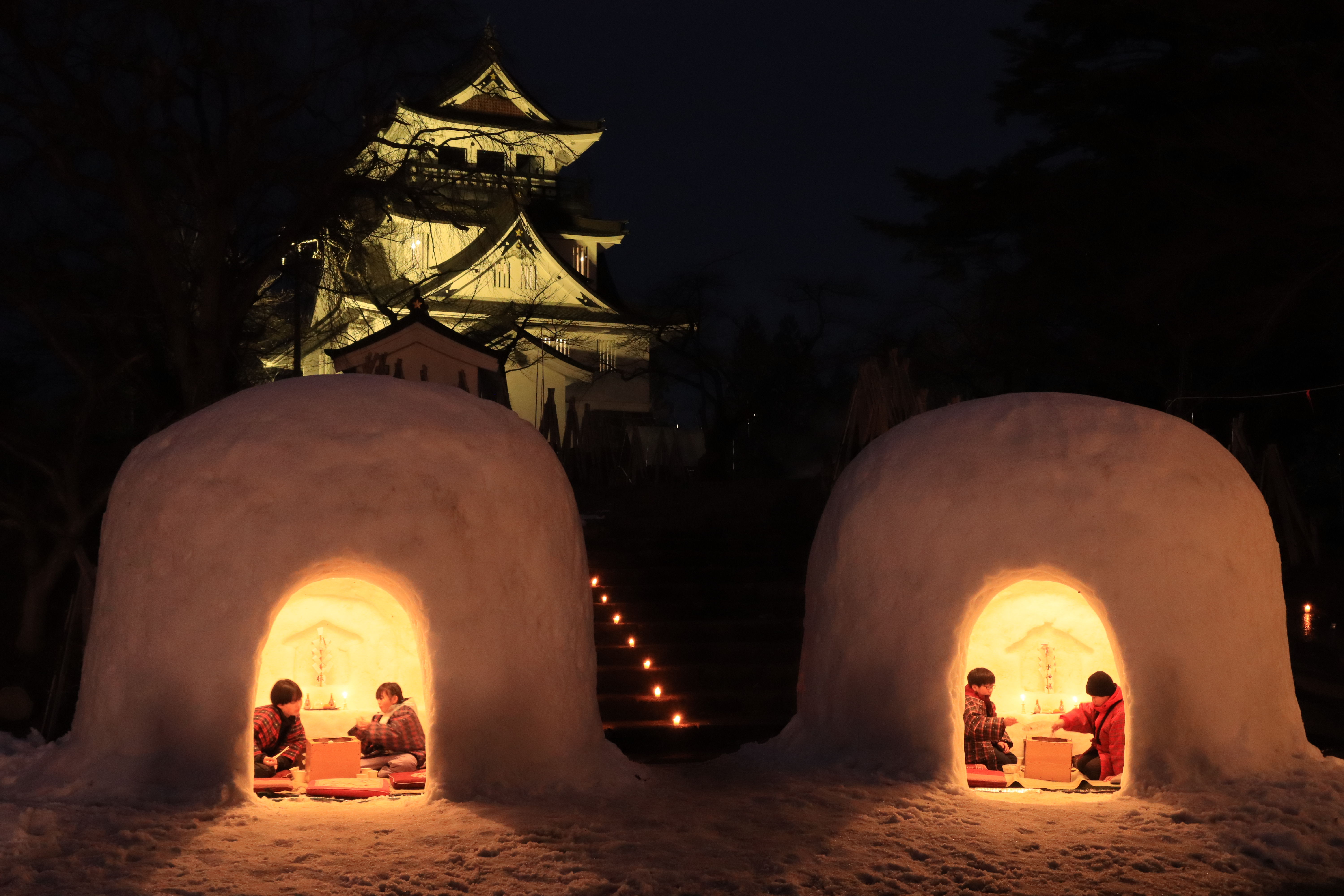
かまくら（秋田県横手市）
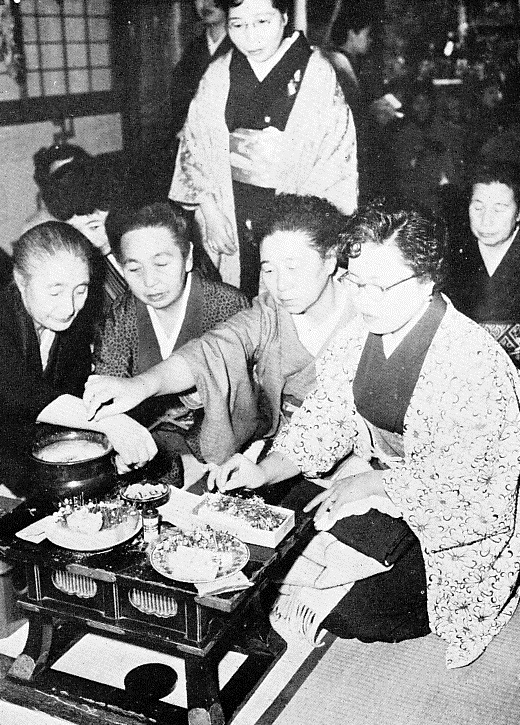
針供養
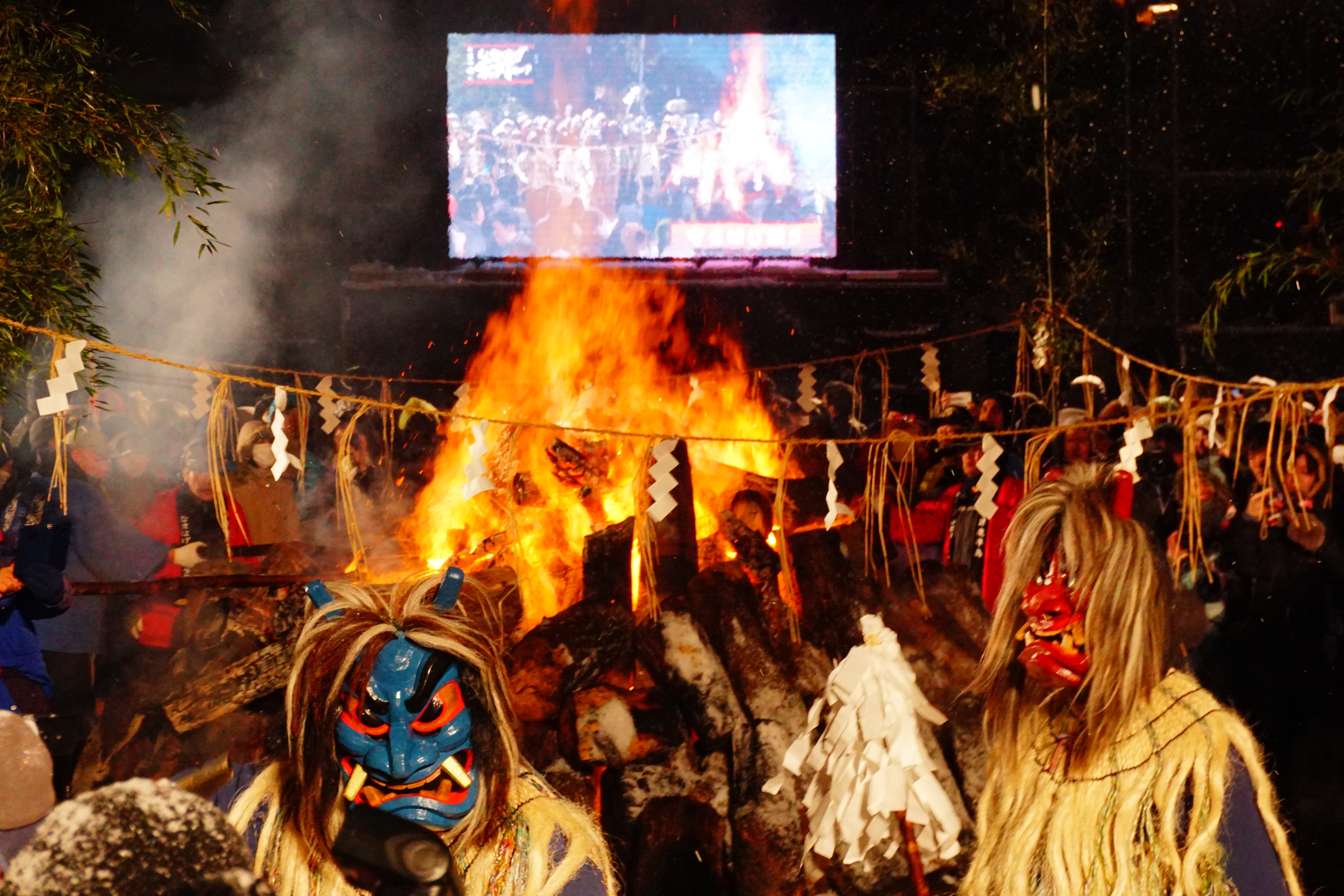
なまはげ紫灯まつり（秋田県男鹿市）

## 2月に行われるスポーツ
- 2月1日 - プロ野球各チームキャンプイン
- 第1日曜 - 別府大分毎日マラソン（大分県）
- 第2日曜（2022年以降） - スーパーボウル（アメリカンフットボール・NFL）
- 上旬 - Jリーグ各チームキャンプイン
- 中旬 - メジャーリーグベースボール各チームキャンプイン
- 第3土曜 - Jリーグスーパーカップサッカー
- 第3日曜 - NBAオールスターゲーム（バスケットボール）
- 第3日曜 - デイトナ500（モータースポーツ　アメリカ・フロリダ州デイトナ・インターナショナル・スピードウェイ）
- 下旬 - プロ野球オープン戦開幕
- 最終土曜 - Jリーグ リーグ戦開幕（サッカー）
- 最終日曜（2022年以降） - 大阪マラソン
- 中旬（2年に1度） - アルペンスキー世界選手権
- 下旬（2年に1度） - ノルディックスキー世界選手権
- 不定期（4年に1度） - 冬季オリンピック

## 2月がテーマの楽曲
- 2月（歌：シド）
- 二月の部屋（歌：谷山浩子）
- 二月の丘（歌：ZABADAK）
- 2月1日,晴れ（歌：楠瀬誠志郎）
- 2月というだけの夜（歌：SION）
- 二月、如月、FEBRUARY Blue Valentine's Day（歌：大滝詠一）
- 二月のわた雪（歌：茉奈 佳奈）
- February Sunshine（歌：Giant Sunflower）
- FEB（歌：フレデリック）

## その他

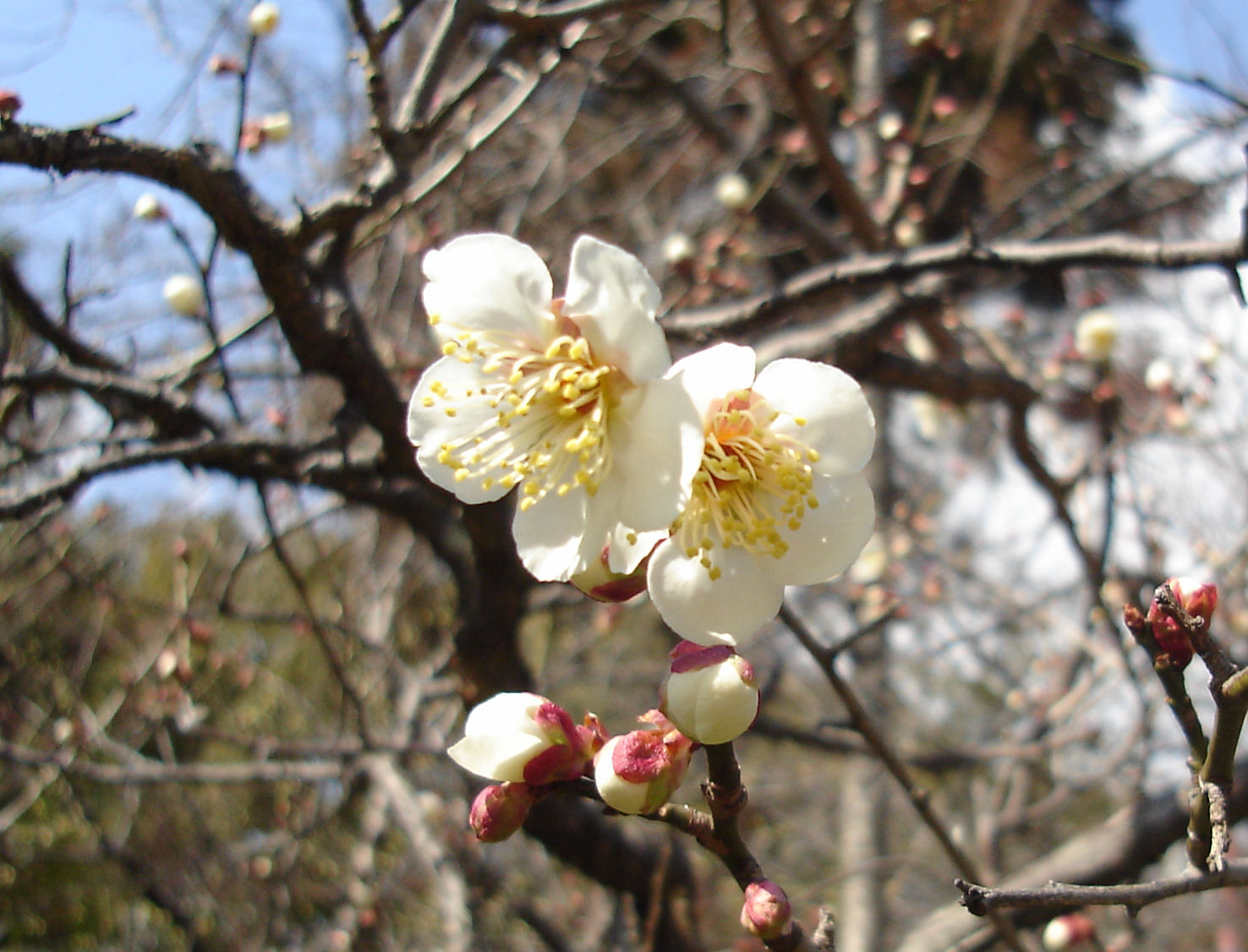
梅

- 星座 - 水瓶座（2月18日頃まで）、魚座（2月19日頃から）